# Masanao Sasaki
Masanao Sasaki (japonsko 佐々木 雅尚), japonski nogometaš, * 19. junij 1962.
Za japonsko reprezentanco je odigral 20 uradnih tekem.